# People Are Strange
«People Are Strange» es un sencillo de la banda estadounidense The Doors, de su segundo disco Strange Days. La canción alcanzó el #12 de ventas en el "Hot US 100 Chart". De acuerdo con el análisis de Allmusic, la canción "muestra la fascinación del grupo por la música teatral de los cabarets europeos".
El tema habla de la alienación, de ser un desconocido y, según el análisis antes mencionado, la canción podría estar escrita a la cultura hippie, a los marginados y a los consumidores de drogas, especialmente el LSD. La canción fue escrita por Robbie Krieger junto con un deprimido Jim Morrison mientras caminaban por el Laurel Canyon. El baterista John Densmore cree que la canción es una manifestación de la "vulnerabilidad" de Morrison.
Ha sido tributada por numerosos artistas, los que incluyen Echo and the Bunnymen para la banda sonora de The Lost Boys en 1987; Stina Nordenstam en el año 1998 en su álbum People Are Strange; Twiztid en el año 2000 en su álbum Freek Show; y Evanescence en el 2007 como parte del setlist del Family Values Tour.

## Músicos
- Jim Morrison - voz principal
- Robbie Krieger - guitarra eléctrica
- Ray Manzarek - órgano y piano
- John Densmore - batería

músico invitado
- Douglas Lubahn - bajo

## Posicionamiento
| Listas (1967)     | Posición |
| ----------------- | -------- |
| Billboard Hot 100 | 12       |
| Canadá (RPM)      | 1        |
| Nueva Zelanda     | 9        |